# Júnior Díaz
 Júnior Enrique Díaz Campbell  (nascut el 12 de setembre de 1983 en San José) és un futbolista professional de Costa Rica que actualment juga pel Wisła Kraków.